# Georges de Froidcourt
Georges de Froidcourt, né le 23 juillet 1885 et mort le 5 mai 1972 à Liège, est un magistrat belge.

## Biographie
Diplômé docteur en droit de l'université de Liège en 1908, il s'inscrit au barreau de Liège et collabore avec l'avocat Xavier Neujean. Il fait carrière dans la magistrature à Liège : substitut du procureur du Roi (1919), premier substitut du procureur du Roi (1932), substitut du procureur général (1933), avocat général près la cour d'appel de Liège (1939), premier avocat général près la cour d'appel de Liège (1957), il est admis à la retraite en 1957.
Entre 1909 et 1910, Georges de Froidcourt publie des caricatures dans différents journaux dont L'Etudiant libéral, Tatène et La Meuse : sous le pseudonyme de Chaudlong, il croque de nombreuses personnalités liégeoises dont Pierre De Heen, Émile Dupont, Éric Gérard, Charles Magnette, Xavier Neujean, Jean-Théodore Radoux, Joseph Rulot, Jules Seeliger, Georges de Spirlet.
Georges de Froidcourt est l'auteur de plusieurs ouvrages historiques, centrés sur le XVIIIe siècle dans la Principauté de Liège, dont notamment des essais sur le prince-évêque François-Charles de Velbrück. Le fonds d'archives rassemblé par Georges de Froidcourt sur cette période historique est conservé à l'Académie royale de Belgique.
Georges de Froidcourt se distingua dans la résistance belge et française au cours de la Seconde Guerre mondiale. Il fut reconnu résistant civil et armé.
Grand amateur d'art, il s'installa à Méry où, après sa retraite, il continua à écrire Histoire de la seigneurie et des châteaux de Froidcourt en Ardenne (1968) ; il rassembla aussi une collection d'œuvres de peintures, sculptures et écrits.

## Publications
- François Charles, Comte de Velbruck. Prince-évêque de Liège, Franc-maçon., Liège, Protin et Vuidar, 1936
- La Franc-maçonnerie à Namur avant 1830. In Fédération archéologique et historique de Belgique. 31e session : Congrès de Namur, 1938.
- Le procès de Fabre d'Églantine devant le Magistrat de Namur en 1777, Liège, Protin et Vuidar, 1941
- Velbrück prince-évêque philosophe (tirage limité à 301 exemplaires dont 300 sur vélin anglais), Liège, Gothier et fils, 1948, 83 p., in-8°
- « Histoire anecdotique du « panneau de Cortessem » », Bulletin de l'institut archéologique liégeois, Liège, t. LXVII,‎ 1949-1950, p. 79-91 (ISSN 0776-1260, lire en ligne, consulté le 42902)
- Georges de Froidcourt, La vie tumultueuse de Charles d’Argenteau, officier d’Empire et archevêque «in partibus» 1787–1879, Liège, 1959
- « Histoire de la seigneurie et des châteaux de Froidcourt en Ardenne », Bulletin de l'institut archéologique liégeois, Liège, t. LXXX,‎ 1967, p. 113-142 (ISSN 0776-1260, lire en ligne, consulté le 42902)